# Creed (película)
Creed (titulada: Creed: Corazón de campeón en Hispanoamérica y Creed: La leyenda de Rocky en España) es una película estadounidense del género deportivo-dramático de 2015, escrita y dirigida por Ryan Coogler y coescrita por Aaron Covington. La película está protagonizada por Michael B. Jordan y Sylvester Stallone. También cuenta con las actuaciones de Tessa Thompson, Tony Bellew y Phylicia Rashad. Es la séptima película en la que aparece el personaje de Rocky Balboa y se trata un spin-off de la saga. Es la única película de la serie que no ha sido escrita por Sylvester Stallone. La película recibió reseñas sumamente positivas de parte de la crítica y audiencia. En Rotten Tomatoes posee una aprobación de 95% y en IMDb 7,6/10.
El rodaje comenzó el 19 de enero de 2015, en Inglaterra, (en Goodison Park, Liverpool), y luego continuó en la ciudad de Filadelfia. La cinta fue estrenada el 25 de noviembre de 2015 en los Estados Unidos, el 26 de noviembre en Argentina y el 4 de diciembre de 2015 en Suecia y Rusia. El tráiler fue publicado el 30 de junio de 2015 en la web de Warner Bros., así como en sus cuentas de redes sociales e Internet.
Stallone ganó el Globo de Oro a Mejor actor secundario por el papel de Rocky y fue nominado al Óscar en la misma categoría. En ambos premios es su tercera nominación -Óscar y Globos de Oro- y la primera que gana -Globos de Oro-. Anteriormente fue nominado por el papel de Balboa como Mejor Actor y como Mejor Guion en 1977.

## Argumento
En 1998, Adonis “Donnie” Johnson, el hijo de una amante extramarital del excampeón mundial de peso completo Apollo Creed, está preso en un reformatorio juvenil en Los Ángeles, cuando la viuda de Creed, Mary Anne, visita y ofrece adoptarlo. 
En 2015, Adonis renuncia a un grupo financiero para perseguir su sueño de ser boxeador profesional. Mary Anne se opone a su aspiración recordando cómo su marido fue asesinado en el ring por Iván Drago hace 30 años, pero Adonis hace caso omiso y se marcha de su casa. Adonis intenta entrar a la Delphi Boxing Academy, manejado por el amigo de su familia Tony “Little Duke” Evers Jr., el hijo del entrenador de Apollo, Tony “Duke” Evers, pero es rechazado. Impávido, Adonis va a Philadelphia, con la esperanza de contactarse con el viejo amigo y rival de su fallecido padre, el excampeón de peso pesado del mundo, Rocky Balboa.
Adonis conoce a Rocky en su restaurante italiano Adrianne’s, nombrado en honor de su fallecida esposa y le pide a Rocky que sea su entrenador. Rocky se resiste a volver al boxeo ya habiendo realizado un regreso temporal a una edad avanzada a pesar de haber sufrido un trauma cerebral durante su carrera como peleador. Sin embargo, acepta. Adonis le pregunta sobre su “tercera pelea oculta” entre él y Apollo justo luego de que Apollo le ayudara a recuperar su título de peso pesado, y Rocky le dice que Apollo ganó. Donnie entrena en el Front Street Gym, con algunos de los amigos de antaño de Rocky como segundos. También encuentra el amor en Bianca, una cantante y compositora con potencial.
Adonis, ahora conocido como “Hollywood Donnie”, derrota a un peleador local y se esparce la palabra de que es el hijo ilegítimo de Creed. Rocky recibe una llamada de los representantes del campeón mundial de peso semi-pesado Ricky “Pretty” Conlan, quien está obligado a retirarse debido a una sentencia en prisión pendiente. Conlan ofrece hacer a Adonis su retador final, siempre y cuando cambie su nombre a Adonis Creed. Donnie se resiste inicialmente, queriendo forjar su propio legado. Sin embargo, posteriormente acepta.
Mientras ayuda a Adonis a entrenar, Rocky se desmaya, siendo llevado de urgencia a un hospital. Después de unos exámenes, Rocky se entera de que sufre de linfoma no hodgkiniano. No está dispuesto a pasar por la quimioterapia, recordando que no fue suficiente para salvar a Adrianne cuando ella tuvo cáncer de ovario. Su diagnóstico y el hecho de que su mejor amigo y cuñado Paulie Pennino había fallecido, además de Adrianne, Apollo y su antiguo entrenador Mickey Goldmill, lo fuerzan a resignarse a que eventualmente moriría. Viendo a Rocky perturbado, Adonis se entera y le insiste a tomar el tratamiento, a lo cual Rocky accede. 
Adonis pelea contra Conlan en el pueblo natal de este último, Liverpool, Inglaterra en el Goodison Park y muchos paralelismos emergen entre la pelea que viene y la primera pelea de Apollo y Rocky hace cuarenta años. Primero, antes de ir al ring, Adonis recibe un regalo de Mary Anne: nuevos pantalones diseñados con la bandera estadounidense parecidos a los que Apollo y Rocky habían utilizado. Adicionalmente, para sorpresa de todos, Adonis enfrenta a Conlan con todo lo que puede. Conlan noquea a Adonis, pero este se levanta para noquear a Conlan por primera vez en la carrera de este último, pero Conlan gana por decisión dividida (al igual que Apollo retuvo su título por decisión dividida contra Rocky). Sin embargo, Adonis se ha ganado el respeto de Conlan y el público, mientras Max Kellerman narra la pelea para HBO diciendo que "Conlan ha ganado la pelea, pero Creed ha ganado la noche", Conlan le dice a Adonis que él es el futuro de la división de los semi-pesados. Adonis y un débil pero mejorado Rocky escalan los Escalones de Rocky en la entrada del Museo de Arte de Filadelfia.

## Reparto
- Michael B. Jordan como Adonis Creed / Donnie Johnson.[3]
- Sylvester Stallone como Rocky Balboa.[3]
- Tessa Thompson[4] como Bianca[5]
- Phylicia Rashād como Mary Anne Creed.[6]
- Tony Bellew como Ricky Conlan.[7]
- Graham McTavish como Tommy Holiday.[8]
- Andre Ward[7] como  Danny "Stuntman" Wheeler.
- Wood Harris como Tony "Little Duke" Evers.
- Gabriel Rosado como Leo Sporino.
- Ritchie Coster como Pete Sporino.
- Jacob Duran como él mismo.
- Michael Buffer como él mismo.

## Producción

### Desarrollo

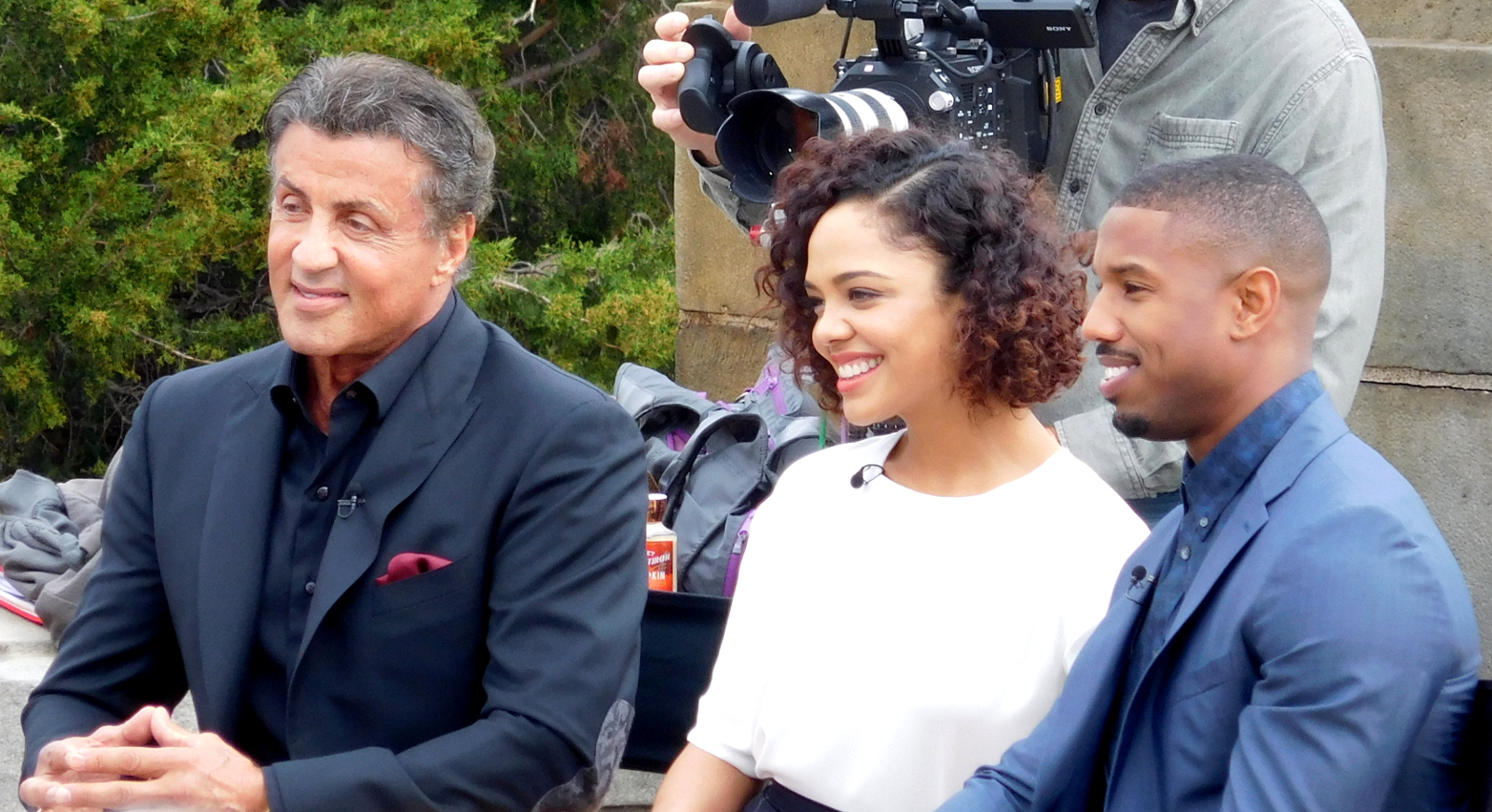
Stallone, Thompson y Jordan promocionando la película encima de los Rocky steps en noviembre de 2015.

El 24 de julio de 2013, se anunció que MGM firmó con Ryan Coogler (Fruitvale Station) para dirigir un spin-off de Rocky, Coogler sería también coescritor junto con Aaron Covington. La película se centrará en un hombre siguiendo los pasos de su difunto padre, (Apollo Creed), buscando como mentor al retirado Rocky Balboa. Michael B. Jordan fue seleccionado para el papel del hijo de Creed, Adonis Creed, y Stallone repitiendo su personaje de Rocky. Los productores originales Irwin Winkler y Robert Chartoff producen junto a Silvester Stallone y Kevin King Templeton. El 25 de abril de 2014, mientras hablaba con THR, Coogler reveló que había enviado su último proyecto de estudio, y confirmó la participación de Jordan y Stallone.

### Casting
El 10 de noviembre, los boxeadores reales Tony Bellew y Andre Ward se unieron a la película, en la que Bellew interpretaría a "Pretty" Ricky Conlan, el principal oponente de Creed. El rodaje comenzó en enero de 2015, en Las Vegas y Filadelfia. El 16 de diciembre, Tessa Thompson se unió al elenco como la protagonista femenina. El 8 de enero de 2015, Phylicia Rashād se unió a la película para interpretar a Mary Anne Creed, la viuda de Apollo Creed. El 21 de enero, Graham McTavish twiteó acerca de su participación en la película.

### Rodaje
La fotografía principal comenzó el 19 de enero de 2015, en Inglaterra, con la primera escena del rodaje teniendo lugar durante un partido de fútbol entre Everton FC (de la que Stallone es un ávido fanático) y West Bromwich Albion FC en el Goodison Park de Liverpool.
El rodaje también tuvo lugar en Filadelfia. A principios de febrero, una tienda vacía en Filadelfia se convirtió en un gimnasio de boxeo, donde se rodaron algunas escenas del entrenamiento.
El 13 de febrero, el elenco fue visto filmando en The Victor Cafe. El café se transformó en Adrian's Restaurant, y el equipo fue de nuevo visto rodando allí el 16 de febrero. Stallone y Jordania también fueron vistos en el set de la película el 18 de febrero. Del 24 al 27 febrero y el 3 de marzo, el rodaje tuvo lugar en Sun Center Studios en el Municipio de Aston.

### Música
La partitura musical de Creed fue escrita por el compositor sueco Ludwig Göransson, que es solo el tercer compositor en la historia de la serie Rocky, después de Bill Conti (Rocky I, II, III, V y Balboa) y Vince DiCola (Rocky IV). Creed también cuenta con una banda sonora que comprende en su mayoría música nueva a la serie, incluyendo hip hop y canciones de artistas como Future, Meek Mill, y White Dave. Tanto la música cinematográfica como la banda sonora fueron lanzados el 20 de noviembre de 2015 a través de los sellos discográficos WaterTower Music y Atlantic Records, respectivamente.

## Lanzamiento
El 3 de febrero de 2015, Warner Bros. anunció que la película se estrenaría a nivel nacional (EE. UU.) el 25 de noviembre de 2015, junto con la película de Pixar The Good Dinosaur, la de  Fox The Martian, la de WB Midnight Special y la película futura de Sony Untitled Christmas Eve project, aún no titulada.
Se confirmaron tres nuevas fechas de estreno en Suecia, Rusia y Argentina el 4 de diciembre de 2015, el 14 de enero de 2016, y el 26 de noviembre, respectivamente. El 30 de junio de 2015 fue publicado el tráiler en la web de Warner Bros. También se conoció el estreno en Colombia el 28 de enero de 2016.